# Uniforme verdeling (discreet)
In de kansrekening en de statistiek is de discrete uniforme kansverdeling, ook homogene verdeling genoemd, een discrete kansverdeling op een eindig aantal uitkomsten die alle even waarschijnlijk zijn.
Een stochastische variabele {\displaystyle X} die {\displaystyle N} mogelijke waarden, {\displaystyle x_{1},x_{2},\ldots ,x_{N}}, kan aannemen die alle even waarschijnlijk zijn, heeft een discrete uniforme kansverdeling. De kans op elke uitkomst {\displaystyle x_{k}}, is {\displaystyle 1/N}. De kansfunctie van {\displaystyle X} is dus:
{\displaystyle p_{X}(x_{k})=P(X=x_{k})={\frac {1}{N}}}
voor {\displaystyle k=1,2,\ldots ,N}
Een eenvoudig voorbeeld van een discrete uniforme kansverdeling is de uitkomst van een worp met een eerlijke dobbelsteen. De mogelijke uitkomsten zijn 1, 2, 3, 4, 5 en 6 ogen, en de kans op elk van deze mogelijke uitkomsten is 1/6.

## Verwachting en variantie
De verwachtingswaarde van de uniforme verdeling op de {\displaystyle N} verschillende uitkomsten {\displaystyle x_{1},x_{2},\ldots ,x_{N}} is juist het rekenkundig gemiddelde van deze uitkomsten. Als de stochastische variabele {\displaystyle X} uniform verdeeld is op {\displaystyle x_{1},x_{2},\ldots ,x_{N}}, is:
{\displaystyle \mathrm {E} (X)={\overline {x}}={\frac {1}{N}}\sum _{k=1}^{N}x_{k}}
Voor de variantie geldt:
{\displaystyle \sigma ^{2}={\rm {var}}(X)={\frac {1}{N}}\sum _{k=1}^{N}(x_{k}-{\overline {x}})^{2}}
dus juist de populatievariantie van de uitkomsten.

## Aselecte trekkingen
Trekt men aselect meerdere keren uit de populatie {\displaystyle \{x_{1},x_{2},\ldots ,x_{N}\}}, dan is elk van de trekkingen {\displaystyle X_{k}} homogeen verdeeld op de populatie. Bij trekken met terugleggen zijn de steekproefelementen onderling onafhankelijk. Trekt men zonder terugleggen, dan zijn de steekproefelementen negatief gecorreleerd. Er geldt:
{\displaystyle {\rm {E}}X_{k}X_{r}={\frac {1}{N(N-1)}}\sum _{i\neq j}x_{i}x_{j}={\frac {1}{N(N-1)}}\left(\sum _{i,j}x_{i}x_{j}-\sum x_{i}^{2}\right)=}
{\displaystyle ={\frac {1}{N-1}}{\big (}N{\bar {x}}^{2}-\sigma ^{2}-{\bar {x}}^{2}{\big )}=-{\frac {1}{N-1}}\sigma ^{2}+{\bar {x}}^{2}},
zodat de covariantie gelijk is aan
{\displaystyle {\rm {cov}}(X_{k},X_{r})={\rm {E}}X_{k}X_{r}-{\rm {E}}X_{k}{\rm {E}}X_{r}=-{\frac {1}{N-1}}\sigma ^{2}}
De correlatiecoëfficiënt is dus:
{\displaystyle \rho ={\frac {{\rm {cov}}(X_{k},X_{r})}{\sigma ^{2}}}=-{\frac {1}{N-1}}}

### Steekproefgemiddelde
Voor het steekproefgemiddelde {\displaystyle {\bar {X}}} van de aselecte trekkingen {\displaystyle X_{1},X_{2},\ldots ,X_{n}} geldt:
{\displaystyle {\rm {E}}{\bar {X}}={\rm {E}}X_{1}={\bar {x}}}
De variantie bij trekken met terugleggen is:
{\displaystyle {\rm {var}}({\bar {X}})={\frac {1}{n}}\sigma ^{2}}
Bij trekken zonder terugleggen is:
{\displaystyle {\rm {var}}({\bar {X}})={\frac {1}{n}}\sigma ^{2}+{\frac {1}{n^{2}}}\sum _{k\neq r}{\rm {cov}}(X_{k}X_{r})={\frac {1}{n}}\sigma ^{2}+{\frac {n-1}{n}}c=}
{\displaystyle ={\frac {1}{n}}\sigma ^{2}-{\frac {n-1}{n}}{\frac {1}{N-1}}\sigma ^{2}={\frac {1}{n}}\sigma ^{2}\left(1-{\frac {n-1}{N-1}}\right)={\frac {1}{n}}\sigma ^{2}{\frac {N-n}{N-1}}}
Bij trekken zonder terugleggen is de variantie dus gelijk aan de variantie bij trekken met terugleggen vermenigvuldigd met het kwadraat van de eindigepopulatiecorrectiefactor.